# رانه مرگ
رانه مرگ یک تئوری آسیب‌شناسی در روانشناسی کلاسیک فروید است که به مفهوم رانه به‌سمت مرگ و نابودی اشاره می‌کند. به این مبحث در زبان آلمانی (Todestrieb) گفته می‌شود.

## تاریخچه
نظریه رانه مرگ ابتدا در سال ۱۹۱۲ توسط فردی به اسم سابینا اسپیلراین که از شاگردان کارل یونگ بود پیشنهاد شد. سپس فروید در سال ۱۹۲۰ این نظریه را پذیرفت و آن را وارد روانشناسی کلاسیک خود کرد. وی در کتاب فراسوی لذت، به توضیح مفهوم رانه مرگ پرداخت. فروید در این کتاب ضمن اشاره به رانه مرگ که به بعد پرخاشگری روان می‌پردازد؛ به اصل لذت یا لیبیدو (عشق و زندگی) نیز پرداخته است. وی در این کتاب اشاره می‌کند که رانه مرگ و لیبیدو که نقطه مقابل یک دیگرند، دو نیروی اصلی روان را تشکیل می‌دهند.
در میان روانشناسان، ژاک لاکان و ملانی کلاین به مفهوم رانه مرگ قائل بودند و از این بخش از نظریات فروید دفاع می‌کردند.
زیگموند فروید با بررسی موضوع «مرگ» در تلاش بود تا واکنش‌ها و نگرش‌ها را نسبت به این موضوع بررسی کند؛ او می‌گوید «همه به طبیعت یک مرگ بدهکارند.»
فروید مرگ را یک مجهول بزرگ می‌داند و آن را با عبارت «وخیم ترین بداقبالی» تعریف می‌کند و می‌گوید مرگ چیزی است که همگی باید نسبت به آن آگاه و هشیار باشیم.
فروید موضوع «مرگ» را در چند زیرشاخه تعریف می‌کند که رانه مرگ یکی از آن‌هاست. او به مفاهیمی نظیر ترس از مرگ، مرگ کسی دیگر، مرگ غریبه‌ها و دشمنان، مرگ یکی از نزدیکان، انکار مرگ، دوسوگرایی در مرگ عزیزان، آرزوی مرگ و خودکشی نیز اشاره می‌کند.
فروید رانه مرگ را یک رانه ویرانگر می‌داند. رانه‌ای که قصد دارد هرآنچه زنده است را به حالتی غیرآلی سوق دهد. فروید در توضیح این مفهوم می‌گوید که موجودات زنده بعد از موجودات بی‌جان پدید آمده‌اند. بنابراین غرایز تمایل دارند به وضعیت پیشین برگردند. هنگامی که مسیر حیات یک ارگانیسم تغییر کند، این تغییر توسط غرایز آلی محافظه کار پذیرفته شده و برای تکرار بیشتر ذخیره می‌شود. این غرایز این توهم را به وجود می‌آورند که نیروهایی متمایل به پیشرفت و تغییر هستند، در حالی که غرایز سعی دارند به هدف باستانی دست پیدا کنند. یعنی به نوعی مرگ را هدف زندگی قرار می‌دهد.
هرچند مرگ چیزی طبیعی است اما انسان‌ها سعی می‌کنند تا به شیوه‌های مختلف با آن مقابله کنند. همین تقابل‌ها در سطح ناخودآگاه منجر به تولید عقایدی همچون زندگی پس از مرگ در ذهن ناهشیار ما می‌شود.